# Philippe Da Silva
Pour les articles homonymes, voir Silva.
Philippe Da Silva (né le 30 novembre 1979 à Guimarães) est un joueur et entraîneur franco-portugais de basket-ball. Comme joueur, il évolue au poste de meneur.

## Biographie
Considéré comme l'un des meilleurs meneurs portugais de sa génération, Philippe Da Silva réalise la majorité de sa carrière dans le championnat français.
Après avoir passé ces deux dernières saisons du côté de Rouen en Pro B, en tant que titulaire, où il a réalisé à plusieurs reprises des séries de 12 passes décisives par match, il signe pour la saison 2014-2015 au Caen Basket Club (NM2).
Il met un terme à sa carrière le 21 mai 2016 en demi-finale du final four de NM1 perdue contre Saint-Vallier. Moins d'une semaine plus tard, il s'engage pour sa première expérience en tant qu'entraîneur avec le club francilien de l'Entente Cergy Osny Pontoise Basket-Ball en NM2.
En février 2017, il rejoint l'encadrement de l'équipe de France des U19 masculin en tant qu'assistant vidéo en vue de la Coupe du Monde U19 2017 en Égypte. Le 6 mars 2018, il est démis de ses fonctions d'entraineur de l'Entente Cergy Osny Pontoise Basket-Ball par ses dirigeants pour raisons disciplinaires. En mai 2018, il rejoint Nanterre 92 en Jeep Élite comme entraîneur adjoint de Pascal Donnadieu et devient entraineur principal à partir de septembre 2024. Après une saison mitigée, il quitte le club et s'engage pour l'année suivante avec Saint-Quentin Basket-Ball pour deux saisons,.

## Parcours joueur
- 1998 - 1999 :  Maurienne SB (Pro B)
- 1999 - 2001 :  Poissy YB (Pro B)
- 2001 - 2003 :  CAB Madeira (LPB)
- 2003 - 2005 :  UD Oliveirense (LPB)
- 2005 - 2007 :  CAB Madeira (LPB)
- 2007 - 2008 :  CB Villa de Los Barrios (LEB Oro)
- 2008 - 2009 : 
  -  Boulazac BD (Pro B)
  -  ALM Évreux (Pro B)
- 2009 - 2011 :  ALM Évreux (Pro B)
- 2011 - 2012 :  Paris-Levallois Basket (Pro A)
- 2012 - 2014 :  SPO Rouen (Pro B)
- 2014 - 2016 :  Caen BC (NM2 puis NM1)

## Parcours entraineur
- 2016 - Mars 2018 :  Cergy-Pontoise BB (NM2)
- Mai 2018 - 2024 :  Nanterre 92 (Jeep Élite, puis Betclic Élite) Assistant
- 2024 - 2025 :  Nanterre 92 (Betclic Élite)
- depuis 2025 :

## Palmarès
- 2002-2003

CAB Madeira :
Finaliste de la Coupe du Portugal
Vainqueur de la Supercoupe du Portugal
1re sélection avec l'équipe nationale du Portugal
- 2005, 2006 et 2007

All-Star Game du Portugal
- 2005-2006

Oliveirense :
EuroCup Challenge (quarts de finale)
- 2006-2007

CAB Madeira :
Ligue portugaise : Meneur de l’année et Joueur de l’année
- 2010-2011

ALM Évreux Basket :
Pro B : MVP français

## Sélection nationale
- Participation à l'Eurobasket 2007
- Participation à l'Eurobasket 2011